# Stefan Nykvist
Lars Erik Stefan Nykvist född 19 maj 1976 i Älvdalen i Dalarna, är en svensk organist, dragspelare och sångare, grundare av och medlem i dansbandet Larz-Kristerz åren 2001–2014. År 2003 medverkade han i dokumentärfilmen Hagström – Allt i musik och 2008 var han med och segrade i Dansbandskampen i Sveriges Television. Hösten 2009 ledde han en egen kör, Team Stefan, i Körslaget på TV4. Kent Lindén vikarierade för Stefan Nykvist under dennes  satsning på Körslaget.. Kören slutade på andra plats i tävlingen, slagen av Team Ola med en procents marginal. I december 2013 meddelades att Nykvist skulle sluta i Larz-Kristerz. Sista spelningen med bandet var den 4 januari 2014 i Evertsbergs Bygdegård. Nykvist är även en känd talare av älvdalska.

## Körslaget 2009
I första programmet fick Team Stefan flest röster av alla körer.  

### Program ett
- "Jag ringer på fredag" (Sven-Ingvars)

### Program två
- "Inget stoppar oss nu" (Black Jack)

### Program tre
- "Sweet Child o' Mine" (Guns'n'Roses)

### Program fyra
- "Gråt inga tårar" (Thorleifs)
- "Hooked on a Feeling" (Björn Skifs)

### Program fem
- "Du är min man" (Helen Sjöholm)
- "You Never Can Tell" (Chuck Berry)

### Program sex
- "Det börjar verka kärlek banne mig" (Claes-Göran Hederström)
- "Enter Sandman" (Metallica)

### Program sju - finalen
- "Eloise" (Arvingarna)
- "Enter Sandman" (Metallica)
- "Caruso" (Pavarotti/Paul Potts)

Duell:
- "Humlans flykt"

## Diskografi

### Album
- Stuffparty 1 - 2003
- Stuffparty 2 - 2004
- Stuffparty 3 - 2007
- Hem till dig - 2009
- Om du vill - 2009
- Små ord av guld - 2010
- Från Älvdalen till Nashville - 2011
- Det måste gå att dansa till - 2013

### Singlar
- "Carina" - 2009
- "Monte Carlo" - 2009
- "Här på landet"/"Dance With Somebody" - 2011

## Film och TV
- 1997 – Herkules (sångröst)
- 2003 – Hagström - Allt i musik
- 2008 – Dansbandskampen
- 2009 – Babben & Co
- 2009 – Allsång på skansen
- 2009 – Körslaget
- 2010 – Så ska det låta
- 2011 – 4 stjärnors middag
- 2013 – Lotta på Liseberg
- 2022 – Pelle Svanslös (älvdalsk röst till Elake Måns, även sångregi och -översättning)